# دمسيسة غريه
دمسيسة غريه أو أمبروزية غريه (الاسم العلمي: Ambrosia grayi) هي نوع من النباتات تتبع جنس الدمسيسة من الفصيلة النجمية.